# Калужский областной театр юного зрителя
Калу́жский областно́й теа́тр ю́ного зри́теля — театр в городе Калуге, с репертуаром, ориентированным на детей и юношество.

## История
|  |

История Калужского ТЮЗа началась в 1964 году, когда актёрами Калужского драматического театра и энтузиастами в Калуге была создана театральная труппа под руководством заслуженной артистки РСФСР Вольской Л. В. и Цветкова В. М., которые и стали его первыми режиссёрами-постановщиками.
Свой первый сезон театр открыл спектаклями: «Детям до шестнадцати лет…» Валентины Любимовой и «Они и мы» Натальи Долининой.
В 1965 году директором театра был назначен Г. А. Бурик. В этот год в постановке режиссёра Ермака А. А. на сцену вышли спектакли:
«Как закалялась сталь» Николая Островского, «Пузырьки» Александра Хмелика, «Ищи ветра в поле» Владимира Лифшица, «Волшебный остров» А. Кашутина, и Е. Валиной, «Фейерверк» Г. Мамлина, «Принц — тунеядец» В. Строкопытова.
В 1967 году Калужским Горисполкомом театру выделили собственное здание, — помещение бывшего кинотеатра «Ударник» на Театральной улице, д. 36, в исторической части города.
В 1960—1980-х годах в театре работали такие режиссёры, как заслуженный артист РСФСР Зарянкин О. Е., заслуженные деятели искусств: Ульянов Н. С., Якунин В. И., известные в регионе калужские мастера И. Николаев, Е. Денисов, Н. Троицкий. Состоялись премьеры: «Город на заре» Алексея Арбузова, «Женитьба» Николая Васильевича Гоголя, «Звезда и смерть Хоакина Мурьеты» Пабло Неруды и другие.
В 1970 году при театре открылась детская театральная студия, которая работает и по сей день. В этой студии начинал свою актёрскую карьеру, калужский драматург и искусствовед Г. К. Скоков.
С 1992 года по 2025 год творческим процессом в театре руководит его главный режиссёр — заслуженный работник культуры Калужской области, Михаил Алексеевич Визго́в, при активном участии которого, в 1997 году Калужский ТЮЗ получил статус «профессионального».
С 1996 по 2023 годы директор Калужского ТЮЗа, — заслуженный работник культуры РФ Валерия Николаевна Визго́ва.
С 2023 года по настоящее время директором является Николаев Александр Геннадьевич.
Со 2 июня 2025 года театр располагается в новом специально для него построенном здании на месте бывшего центрального рынка (улица Марата, д. 2). Первым спектаклем в новом здании стала постановка «Малыш и Карлсон» Московского губернского театра. Первая постановка, поставленная труппой самого театра — «Конёк-горбунок», состоялась днем позже, 3 июня. В новом здании два зала: большой, рассчитанный на 377 мест, и камерный — на 91 место.

## Статьи и публикации
- Театральная Россия [Ежегодный справочник]. — M.: Си-Арт, 2002. — Т. 1. — С. 482. — 904 с. — 3000 экз.
- Калужскому ТЮЗу — пятьдесят! // Союз Инициатива Новое Видение : портал. — 2014. — 29 сентября. Архивировано 13 сентября 2016 года.
- В чужих стенах откроет сезон Калужский ТЮЗ // ГТРК «Калуга». — 2018. — 19 сентября.
- Михайлова Е. Власти намерены сделать калужский ТЮЗ лучшим в стране // Московский Комсомолец. — 2019. — 8 февраля.
- Хорошавин А. ТЮЗ вместо терм. На месте бывшего калужского рынка может появиться театр // Аргументы и Факты. — 2019. — 8 февраля.
- Бессонова И. Калужский ТЮЗ вернётся в своё старое здание после ремонта // PRessa40.ru : интернет-газета. — 2019. — 12 апреля.